# Терновка (Энгельсский район)
Терновка — село в Энгельсском районе Саратовской области России. Административный центр Терновского муниципального образования.
Население — 529 (2010)

## Физико-географическая характеристика
Село находится в Низком Заволжье, относящемся к Восточно-Европейской равнине, на восточном берегу Волгоградского водохранилища. Высота центра населённого пункта — 32 метра над уровнем моря. Почвенный покров сформирован тёмно-каштановыми почвами. Почвообразующие породы — глины и суглинки.
По автомобильным дорогам расстояние до районного центра города Энгельс составляет 28 км, до областного центра города Саратова — 35 км.
Климат
Климат умеренный континентальный (согласно классификации климатов Кёппена — Dfa). Многолетняя норма осадков — 412 мм. Наибольшее количество осадков выпадает в июне и июле — 41 мм, наименьшее в марте — 23 мм. Среднегодовая температура положительная и составляет + 6,9 °С, средняя температура самого холодного месяца января −9,8°С, самого жаркого месяца июля +22,9 °С.
Часовой пояс
Терновка, как и вся Саратовская область, находится в часовой зоне МСК+1. Смещение применяемого времени относительно UTC составляет +4:00.

## История
Основано украинскими солевозами во второй половине XVIII века. В 1842 году построена деревянная православная церковь в честь Воздвижения Честнаго Креста Господня. В 1849—1850 годах часть жителей Терновки была направлена осваивать Киргизскую степь. На момент отмены крепостного права село делилось на Большую и Малую Терновки. В первой насчитывалось 149 дворов, 591 мужчина и 573 женщины, во второй — 45 дворов, 120 мужчин и 193 женщины. Крестьяне и земли были государственными, рядом проходила волжская дорога из Саратова в Астраханскую губернию. После крестьянской реформы 1861 года сёла были объединены в одно, ставшее центром Терновской волости Новоузенского уезда Самарской губернии. Крестьяне сеяли преимущественно пшеницу, в 1890 году за сельской общиной было закреплено удобной земли 7189 десятин, неудобной — 1751.
В 1910 году в Терновке имелись библиотека-читальня, земская станция, волостное правление, квартира урядника, маслобойня, уже упомянутая паровая, а также водяная и восемь ветряных мельниц. При храме работала приходская школа, двухкласская смешанная земская школа размещалась в специально построенном каменном двухэтажном здании.
В гражданскую войну 22 марта 1921 года Терновка была захвачена зелёной повстанческой бандой, которая вскоре отступила после боя с красным разведотрядом, направленным на освобождение села. При Советской власти Терновка стала центром одноимённого сельсовета Покровского кантона АССР Немцев Поволжья.
20 апреля 1937 года был образован Терновский кантон, центр которого до 1939 года находился в Терновке. В Великую Отечественную войну погибли 184 жителя села. С 1941-го по 1963 год существовал Терновский район Саратовской области, однако Терновка была его административным центром только до 1952 года, после чего этот статус получил Энгельс. В 1960 году был построен Терновский дом культуры. В 1985 году школа была перенесена в новый район села село Новая Терновка, где было сдано в эксплуатацию современное трёхэтажное школьное здание. В поздний советский период в Терновке размещалась центральная усадьба колхоза «Ленинский путь».
В настоящее время происходит деление на Новую и Старую Терновку. Старая Терновка расположена вдоль реки Волги, Новая Терновка вблизи трассы Р266(Самара-Энгельс-Волгоград) . Новая и Старая Терновки соединены между собой асфальтированной дорогой.

## Население
Динамика численности населения по годам:
| 1889 | 1897 | 2002 |
| ---- | ---- | ---- |
| 2199 | 1995 | 560  |

| 1890 | 1910  | 1926  | 2002 | 2010 |
| ---- | ----- | ----- | ---- | ---- |
| 1812 | ↗2670 | ↘2256 | ↘558 | ↘529 |

## Инфраструктура
В селе имеются дом культуры, почта, фельдшерско-акушерский пункт, магазины